# Liste des routes d'État au Wisconsin
Le réseau de routes d'État au Wisconsin a été créé en 1917, afin que chaque chef-lieu de comté soit relié de même que chaque ville de plus de 5 000 habitants. Les routes sont entretenues par le Wisconsin Department of Transportation (WisDOT).

## Liste des routes d'État
| Numéro  | Longueur (mi) | Longueur (km) | Terminus sud / ouest                                   | Terminus nord / est                       | Créée | Notes           |
| ------- | ------------- | ------------- | ------------------------------------------------------ | ----------------------------------------- | ----- | --------------- |
| WIS 11  | 157,56        | 253,57        | US 61 / US 151 / WIS 35 à Kieler                       | WIS 32 à Racine                           | 1933  |                 |
| WIS 13  | 338,32        | 544,47        | I-90 / I-94 à Wisconsin Dells                          | US 2 / US 53 à Superior                   | 1917  |                 |
| WIS 15  | 14,80         | 23,82         | US 45 à New London                                     | US 41 à Appleton                          | 1996  |                 |
| WIS 16  | 193,20        | 310,90        | US 14 / US 61 à La Crosse                              | I-94 à Waukesha                           | 1978  | Ancienne US 16  |
| WIS 17  | 85,63         | 137,81        | WIS 64 à Merrill                                       | FFH-16 à Phelps                           | 1934  |                 |
| WIS 19  | 59,37         | 95,55         | US 14 / WIS 78 à Mazomanie                             | WIS 16 à Watertown                        | 1917  |                 |
| WIS 20  | 42,95         | 69,12         | US 12 / WIS 67 à LaGrange                              | WIS 32 à Racine                           | 1917  |                 |
| WIS 21  | 123,37        | 198,54        | WIS 16 / WIS 27 / WIS 71 à Sparta                      | US 45 à Oshkosh                           | 1917  |                 |
| WIS 22  | 172,18        | 277,10        | US 51 / WIS 60 à Arlington                             | US 41 à Oconto                            | 1917  |                 |
| WIS 23  | 211,05        | 339,65        | WIS 11 / CTH-P à Shullsburg                            | WIS 28 / WIS 42 à Sheboygan               | 1917  |                 |
| WIS 24  | 7,88          | 12,68         | CTH-P à Hales Corners                                  | WIS 241 à Milwaukee                       | 1947  |                 |
| WIS 25  | 85,81         | 138,10        | MN 60 à la frontière du Minnesota à Nelson             | WIS 48 à Rice Lake                        | 1917  |                 |
| WIS 26  | 98,15         | 157,96        | US 51 à Janesville                                     | US 41 / CTH-N à Oshkosh                   | 1917  |                 |
| WIS 27  | 294,08        | 473,28        | US 18 / WIS 60 à Prairie du Chien                      | US 2 à Brule                              | 1917  |                 |
| WIS 28  | 59,77         | 96,19         | WIS 33 à Horicon                                       | WIS 23 / WIS 42 à Sheboygan               | 1923  |                 |
| WIS 29  | 307,35        | 494,63        | US 10 / WIS 35 à Prescott                              | WIS 42 à Kewaunee                         | 1926  |                 |
| WIS 30  | 3,43          | 5,52          | US 151 à Madison                                       | I-39 / I-90 / I-94 à Madison              | 1923  |                 |
| WIS 31  | 22,86         | 36,79         | IL 131 à la frontière de l'Illinois à Pleasant Prairie | WIS 32 à Caledonia                        | 1936  |                 |
| WIS 32  | 325,69        | 524,15        | IL 137 à la frontière de l'Illinois à Pleasant Prairie | US 45 à Land O' Lakes                     | 1917  |                 |
| WIS 33  | 200,84        | 323,22        | US 14 / US 61 à La Crosse                              | WIS 32 à Port Washington                  | 1917  |                 |
| WIS 34  | 22,86         | 36,79         | WIS 13 / WIS 73 à Wisconsin Rapids                     | I-39 / US 51 à Knowlton                   | 1934  |                 |
| WIS 35  | 412,15        | 663,29        | IL 35 à la frontière de l'Illinois à Kieler            | I-535 / US 53 à Superior                  | 1917  |                 |
| WIS 36  | 35,89         | 57,76         | WIS 120 à Springfield                                  | WIS 241 à Milwaukee                       | 1917  |                 |
| WIS 37  | 42,67         | 68,67         | WIS 35 à Alma                                          | US 12 à Eau Claire                        | 1917  |                 |
| WIS 38  | 25,33         | 40,76         | WIS 32 à Racine                                        | WIS 59 à Milwaukee                        | 1923  |                 |
| WIS 39  | 43,02         | 69,23         | US 18 à Edmund                                         | WIS 69 à New Glarus                       | 1923  |                 |
| WIS 40  | 81,56         | 131,26        | US 12 / WIS 29 à Elk Mound                             | WIS 27 / WIS 70 à Radisson                | 1917  |                 |
| WIS 42  | 137,76        | 221,70        | WIS 23 / WIS 28 à Sheboygan                            | Northport                                 | 1923  |                 |
| WIS 44  | 63,86         | 102,77        | WIS 22 à Pardeeville                                   | US 45 à Oshkosh                           | 1917  |                 |
| WIS 46  | 34,13         | 54,93         | US 63 / WIS 64 à Deer Park                             | WIS 35 à Milltown                         | 1917  |                 |
| WIS 47  | 188,01        | 302,57        | WIS 114 à Menasha                                      | US 51 / WIS 182 à Manitowish              | 1917  |                 |
| WIS 48  | 98,19         | 158,02        | WIS 70 / WIS 87 à Grantsburg                           | WIS 40 à Exeland                          | 1923  |                 |
| WIS 49  | 127,52        | 205,22        | US 41 / CTH-KK à Lomira                                | WIS 29 à Elderon                          | 1917  |                 |
| WIS 50  | 44,43         | 71,50         | WIS 11 à Delavan                                       | WIS 32 à Kenosha                          | 1917  |                 |
| WIS 52  | 74,91         | 120,56        | US 51 / WIS 29 à Wausau                                | WIS 32 à Wabeno                           | 1923  |                 |
| WIS 54  | 243,12        | 391,26        | MN 43 à la frontière du Minnesota à Marshland          | WIS 42 à Algoma                           | 1917  |                 |
| WIS 55  | 175,55        | 282,52        | US 151 à Brothertown                                   | M-73 à la frontière du Michigan à Nelma   | 1917  |                 |
| WIS 56  | 50,56         | 81,37         | WIS 35 à Genoa                                         | WIS 80 à Richland Center                  | 1923  |                 |
| WIS 57  | 191,82        | 308,70        | WIS 59 à Milwaukee                                     | WIS 42 à Sister Bay                       | 1917  |                 |
| WIS 58  | 53,92         | 86,78         | US 14 à Richland Center                                | WIS 80 à Necedah                          | 1917  |                 |
| WIS 59  | 116,21        | 187,02        | WIS 11 / WIS 81 à Monroe                               | WIS 32 à Milwaukee                        | 1917  |                 |
| WIS 60  | 185,08        | 297,86        | US 18 à Prairie du Chien                               | I-43 / WIS 32 / WS 57 à Grafton           | 1917  |                 |
| WIS 64  | 275,65        | 443,62        | MN 36 à la frontière du Minnesota à Houlton            | US 41 à Marinette                         | 1917  |                 |
| WIS 65  | 54,12         | 87,10         | US 10 / US 63 à Ellsworth                              | US 8 à St. Croix Falls                    | 1923  |                 |
| WIS 66  | 18,73         | 30,14         | WIS 34 à Wisconsin Rapids                              | WIS 49 à Rosholt                          | 1917  |                 |
| WIS 67  | 160,11        | 257,67        | IL 75 à la frontière de l'Illinois à Beloit            | US 151 à Valders                          | 1921  |                 |
| WIS 68  | 9,51          | 15,30         | WIS 33 à Fox Lake                                      | WIS 49 à Waupun                           | 1930  |                 |
| WIS 69  | 40,78         | 65,63         | IL 26 à la frontière de l'Illinois à Monroe            | US 18 / US 151 à Verona                   | 1926  |                 |
| WIS 70  | 246,49        | 396,69        | MN 70 à la frontière du Minnesota à Grantsburg         | US 2 / US 141 / WIS 101 à Florence        | 1917  |                 |
| WIS 71  | 53,55         | 86,18         | WIS 54 / WIS 108 à Melrose                             | WIS 80 / WIS 82 à Elroy                   | 1917  |                 |
| WIS 72  | 29,44         | 47,38         | US 10 / US 63 à Ellsworth                              | WIS 25 à Downsville                       | 1926  |                 |
| WIS 73  | 265,84        | 427,83        | I-39 / I-90 / US 51 à Edgerton                         | US 8 à Ingram                             | 1921  |                 |
| WIS 75  | 12,10         | 19,47         | WIS 50 / WIS 83 à Paddock Lake                         | WIS 20 à Waterford                        | 1934  |                 |
| WIS 76  | 43,40         | 69,85         | US 45 à Oshkosh                                        | US 45 / WIS 22 à Bear Creek               | 1923  |                 |
| WIS 77  | 139,94        | 225,21        | MN 48 à la frontière du Minnesota à Danbury            | US 2 Bus. à Hurley                        | 1921  |                 |
| WIS 78  | 92,83         | 149,40        | IL 78 à la frontière de l'Illinois à Gratiot           | I-39 / I-90 / I-94 à Portage              | 1931  |                 |
| WIS 79  | 17,63         | 28,37         | US 12 à Menomonie                                      | WIS 64 à Connorsville                     | 1918  |                 |
| WIS 80  | 163,23        | 262,69        | IL 84 à la frontière de l'Illinois à Hazel Green       | US 10 à Marshfield                        | 1918  |                 |
| WIS 81  | 123,81        | 199,25        | WIS 133 à Cassville                                    | I-39 / I-43 /I-90 à Beloit                | 1933  |                 |
| WIS 82  | 116,15        | 186,93        | Iowa 9 à la frontière de l'Iowa à De Soto              | I-39 / US 51 / WIS 23 à Oxford            | 1919  |                 |
| WIS 83  | 74,52         | 119,93        | IL 83 à la frontière de l'Illinois à Paddock Lake      | WIS 60 à Hartford                         | 1919  |                 |
| WIS 85  | 23,48         | 37,79         | US 10 / WIS 25 à Durand                                | WIS 37 à Eau Claire                       | 1919  |                 |
| WIS 86  | 32,32         | 52,01         | WIS 13 à Ogema                                         | US 51 / CTH-D à Tomahawk                  | 1923  |                 |
| WIS 87  | 25,82         | 41,55         | US 8 à St. Croix Falls                                 | WIS 48 / WIS 70 à Grantsburg              | 1923  |                 |
| WIS 88  | 29,75         | 47,88         | WIS 35 à Fountain City                                 | WIS 37 à Mondovi                          | 1919  |                 |
| WIS 89  | 56,55         | 91,01         | US 14 / WIS 11 à Darien                                | WIS 73 à Columbus                         | 1919  |                 |
| WIS 91  | 18,83         | 30,30         | WIS 49 à Berlin                                        | US 41 / WIS 44 à Oshkosh                  | 1996  |                 |
| WIS 92  | 30,68         | 49,37         | US 14 à Brooklyn                                       | WIS 78 à Mount Horeb                      | 1923  |                 |
| WIS 93  | 68,00         | 109,44        | US 53 / WIS 35 à Holmen                                | US 53 à Eau Claire                        | 1919  |                 |
| WIS 95  | 73,76         | 118,71        | WIS 35 à Fountain City                                 | WIS 73 à Neillsville                      | 1926  |                 |
| WIS 96  | 55,94         | 90,03         | US 10 / WIS 110 à Fremont                              | I-43 / CTH-KB à Denmark                   | 1919  |                 |
| WIS 97  | 36,11         | 58,11         | WIS 13 à Marshfield                                    | WIS 64 à Goodrich                         | 1919  |                 |
| WIS 98  | 16,20         | 26,07         | WIS 73 à Greenwood                                     | WIS 13 à Spencer                          | 1923  |                 |
| WIS 100 | 39,69         | 63,87         | WIS 32 à Oak Creek                                     | I-43 / WIS 32 à Bayside                   | 1923  |                 |
| WIS 101 | 23,54         | 37,88         | US 8 à Armstrong Creek                                 | US 2 / US 141 / WIS 70 à Florence         | 1923  |                 |
| WIS 102 | 18,25         | 29,37         | WIS 13 à Chelsea                                       | WIS 86 à Spirit                           | 1923  |                 |
| WIS 104 | 15,36         | 24,72         | WIS 11 à Brodhead                                      | WIS 92 à Brooklyn                         | 1919  |                 |
| WIS 105 | 4,72          | 7,60          | MN 39 à la frontière du Minnesota à Oliver             | WIS 35 à Superior                         | 1923  |                 |
| WIS 106 | 19,08         | 30,71         | WIS 16 à West Salem                                    | WIS 54 / WIS 71 à Melrose                 | 1919  |                 |
| WIS 107 | 56,23         | 90,49         | WIS 153 à Mosinee                                      | CTH-S à Tomahawk                          | 1923  |                 |
| WIS 108 | 19,08         | 30,71         | WIS 16 à West Salem                                    | WIS 54 / WIS 71 à Melrose                 | 1919  |                 |
| WIS 110 | 37,44         | 60,25         | US 10 / WIS 96 à Fremont                               | US 45 à Marion                            | 1938  | Ancienne US 110 |
| WIS 111 | 10,61         | 17,08         | US 8 à Catawba                                         | WIS 13 à Phillips                         | 1919  |                 |
| WIS 112 | 12,58         | 20,25         | WIS 13 à Marengo                                       | WIS 137 à Ashland                         | 1919  |                 |
| WIS 113 | 40,34         | 64,92         | US 151 à Madison                                       | WIS 33 à Baraboo                          | 1923  |                 |
| WIS 114 | 21,03         | 33,84         | US 41 à Neenah                                         | WIS 32 / WIS 57 à Hilbert                 | 1919  |                 |
| WIS 116 | 14,19         | 22,84         | WIS 91 à Waukau                                        | US 45 à Butte des Morts                   | 1926  |                 |
| WIS 117 | 5,79          | 9,32          | WIS 29 / WIS 47 / WIS 55 à Bonduel                     | WIS 22 à Cecil                            | 1923  |                 |
| WIS 118 | 6,86          | 11,04         | US 63 à Beloit                                         | WIS 112 à Ashland                         | 1939  |                 |
| WIS 119 | 1,89          | 3,04          | I-94 / US 41 à Milwaukee                               | WIS 38 à Milwaukee                        | 1978  |                 |
| WIS 120 | 21,34         | 34,34         | IL 47 à la frontière de l'Illinois à Genoa City        | I-43 à East Troy                          | 1934  |                 |
| WIS 121 | 45,07         | 72,53         | WIS 88 à Gilmanton                                     | WIS 95 à Alma Center                      | 1923  |                 |
| WIS 122 | 14,69         | 23,64         | WIS 77 à Upson                                         | CR 505 à Saxon                            | 1923  |                 |
| WIS 124 | 17,59         | 28,31         | US 53 à Lake Hallie                                    | WIS 64 à Eagleton                         | 1923  |                 |
| WIS 125 | 2,62          | 4,22          | US 41 à Appleton                                       | WIS 47 à Appleton                         | 1926  |                 |
| WIS 126 | 5,70          | 9,17          | WIS 81 à Belmont                                       | US 151 / CTH-G à Belmont                  | 1923  |                 |
| WIS 127 | 14,16         | 22,79         | WIS 16 près de Wisconsin Dells                         | I-39 / WIS 16 à Portage                   | 1923  |                 |
| WIS 128 | 27,04         | 43,52         | WIS 72 à Elmwood                                       | WIS 64 à Forest                           | 1923  |                 |
| WIS 129 | 2,69          | 4,33          | US 61 / WIS 35 / WIS 81 à Lancaster                    | US 61 à Lancaster                         | 1959  |                 |
| WIS 130 | 31,40         | 50,53         | WIS 23 à Dodgeville                                    | WIS 154 à Hill Point                      | 1923  |                 |
| WIS 131 | 78,90         | 127,00        | WIS 60 à Wauzeka                                       | US 12 / WIS 16 à Tomah                    | 1923  |                 |
| WIS 133 | 91,07         | 146,56        | US 61 / WIS 35 à Potosi                                | US 14 / WIS 60 / WIS 130 à Lone Rock      | 1923  |                 |
| WIS 134 | 2,85          | 4,59          | US 12 / US 18 à Cambridge                              | CTH-O à London                            | 1923  |                 |
| WIS 136 | 19,05         | 30,66         | WIS 23 / WIS 33 à Reedsburg                            | CTH-DL / Park Road à Baraboo              | 1934  |                 |
| WIS 137 | 6,25          | 10,06         | US 2 à Moquah                                          | WIS 13 à Ashland                          | 1971  |                 |
| WIS 138 | 13,23         | 21,29         | WIS 59 à Cooksville                                    | US 14 à Oregon                            | 1923  |                 |
| WIS 139 | 24,83         | 39,96         | US 8 à Cavour                                          | M-189 à la frontière du Michigan à Tipler | 1923  |                 |
| WIS 140 | 11,58         | 18,64         | IL 76 à la frontière de l'Illinois à Clinton           | US 14 / WIS 11 à Avalon                   | 1923  |                 |
| WIS 142 | 17,69         | 28,47         | WIS 11 / WIS 36 / WIS 83 à Burlington                  | I-41 / I-94 / CTH-S à Kenosha             | 1974  |                 |
| WIS 144 | 28,63         | 46,08         | WIS 175 à Slinger                                      | WIS 57 à Random Lake                      | —     |                 |
| WIS 145 | 24,70         | 39,80         | US 18 à Milwaukee                                      | WIS 175 à Richfield                       | 1953  |                 |
| WIS 146 | 13,22         | 21,28         | WIS 16 à Fall River                                    | WIS 33 à Cambria                          | 1926  |                 |
| WIS 147 | 15,09         | 24,29         | WIS 42 à Two Rivers                                    | I-43 / CTH-Z à Maribel                    | 1923  |                 |
| WIS 152 | 7,22          | 11,62         | WIS 21 / WIS 73 à Wautoma                              | CTH-G / CTH-W à Mount Morris              | 1956  |                 |
| WIS 153 | 61,25         | 98,57         | WIS 13 à Spencer                                       | US 45 à Tigerton                          | 1923  |                 |
| WIS 154 | 22,54         | 36,27         | WIS 58 à Loyd                                          | WIS 136 à Rock Springs                    | 1923  |                 |
| WIS 155 | 6,94          | 11,17         | WIS 70 à Saint Germain                                 | CTH-N à Sayner                            | 1926  |                 |
| WIS 156 | 26,72         | 43,00         | WIS 22 à Clintonville                                  | WIS 29 à Angelica                         | 1923  |                 |
| WIS 157 | 2,81          | 4,52          | WIS 35 à Onalaska                                      | WIS 16 à La Crosse                        | 1938  |                 |
| WIS 158 | 6,70          | 10,78         | I-41 / I-94 à Kenosha                                  | WIS 32 à Kenosha                          | 1958  |                 |
| WIS 160 | 3,44          | 5,54          | WIS 29 / WIS 55 à Angelica                             | WIS 32 à Pulaski                          | 1923  |                 |
| WIS 161 | 22,42         | 36,08         | CTH-SS à Amherst Junction                              | WIS 22 / WIS 110 à Symco                  | 1923  |                 |
| WIS 162 | 46,03         | 74,08         | WIS 35 à Stoddard                                      | WIS 71 à Four Corners                     | 1923  |                 |
| WIS 164 | 43,54         | 70,07         | WIS 36 à Waterford                                     | WIS 60 à Slinger                          | 1924  |                 |
| WIS 165 | 7,14          | 11,49         | I-41 / I-94 / CTH-Q à Pleasant Prairie                 | WIS 32 à Pleasant Prairie                 | 1990  |                 |
| WIS 167 | 24,96         | 40,17         | WIS 83 à Hartford                                      | I-43 / WIS 32 / WIS 57 à Mequon           | 1926  |                 |
| WIS 169 | 17,36         | 27,94         | WIS 13 à Mellen                                        | US 2 à Cedar                              | 1956  |                 |
| WIS 170 | 23,98         | 38,59         | WIS 128 à Glenwood City                                | WIS 40 à Colfax                           | 1941  |                 |
| WIS 171 | 33,39         | 53,74         | WIS 35 à Ferryville                                    | US 14 à Boaz                              | 1943  |                 |
| WIS 172 | 11,63         | 18,72         | WIS 54 à Hobart                                        | I-43 à Bellevue                           | 1975  |                 |
| WIS 173 | 36,85         | 59,30         | WIS 21 à Wyeville                                      | WIS 73 à Nekoosa                          | 1947  |                 |
| WIS 175 | 51,40         | 82,72         | WIS 59 à Milwaukee                                     | US 151 à Fond du Lac                      | 1953  |                 |
| WIS 178 | 23,30         | 37,50         | WIS 29 à Chippewa Falls                                | WIS 64 à Cornell                          | 1947  |                 |
| WIS 179 | 8,80          | 14,16         | WIS 27 à Eastman                                       | WIS 131 à Steuben                         | 1947  |                 |
| WIS 180 | 30,42         | 48,96         | WIS 64 à Marinette                                     | US 141 à Wausaukee                        | 1948  |                 |
| WIS 181 | 21,44         | 34,50         | WIS 59 à West Allis                                    | WIS 60 à Cedarburg                        | 1947  |                 |
| WIS 182 | 33,41         | 53,77         | WIS 13 à Park Falls                                    | US 51 / WIS 47 à Manitowish               | 1948  |                 |
| WIS 186 | 15,01         | 24,16         | WIS 13 / WIS 73 à Vesper                               | US 10 à Auburndale                        | 1947  |                 |
| WIS 187 | 13,87         | 22,32         | WIS 54 à Shiocton                                      | WIS 156 à Navarino                        | 1947  |                 |
| WIS 188 | 11,88         | 19,12         | US 12 à Sauk City                                      | WIS 113 à Harmony Grove                   | 1947  |                 |
| WIS 190 | 19,58         | 31,51         | WIS 16 à Pewaukee                                      | WIS 32 à Shorewood                        | 1947  |                 |
| WIS 191 | 13,04         | 20,99         | WIS 23 à Dodgeville                                    | WIS 39 à Hollandale                       | 1947  |                 |
| WIS 193 | 1,42          | 2,29          | WIS 60 à Port Andrew                                   | WIS 80 à Port Andrew                      | 1949  |                 |
| WIS 213 | 27,21         | 43,79         | IL 2 à la frontière de l'Illinois à Beloit             | US 14 / WIS 59 à Evansville               | 1961  |                 |
| WIS 241 | 11,21         | 18,04         | I-94 / US 41 à Oak Creek                               | WIS 24 à Milwaukee                        | 1999  | Ancienne US 41  |
| WIS 243 | 0,30          | 0,48          | MN 243 à la frontière du Minnesota à Osceola           | WIS 35 à Osceola                          | 1949  |                 |
| WIS 253 | 7,61          | 12,25         | US 53 à Sarona                                         | US 63 à Spooner                           | 1988  |                 |
| WIS 310 | 8,72          | 14,03         | I-43 / US 10 à Manitowoc                               | WIS 42 à Two Rivers                       | 1984  |                 |
| WIS 311 | 2,00          | 3,22          | CTH-KR à Somers                                        | WIS 11 à Sturtevant                       | 2022  |                 |
| WIS 312 | 7,90          | 12,71         | I-94 à Eau Claire                                      | US 53 à Eau Claire                        | 2005  |                 |
| WIS 318 | 2,00          | 3,20          | US 18 à Waukesha                                       | I-94 à Pewaukee                           | 2017  |                 |
| WIS 441 | 10,88         | 17,51         | I-41 / US 10 à Menasha                                 | I-41 à Appleton                           | 1994  |                 |
| WIS 794 | 4,76          | 7,66          | CTH-ZZ à South Milwaukee                               | I-794 à Milwaukee                         | 1999  |                 |
|         |               |               |                                                        |                                           |       |                 |